# Haakon Pedersen
Haakon Elihu Pedersen, född 6 januari 1959 i Horten i Norge, död 7 januari 2023 i Karlstads domkyrkodistrikt, var en norsk popsångare.

## Biografi
Pedersen, som bodde i Sverige, medverkade i den svenska Melodifestivalen  1988 med låten Bang, en explosion, som kom på en fjärdeplats, och Melodifestivalen 1989 med Nattens drottning i duett med Elisabeth Berg, som kom på en delad femte plats.
Inför Melodifestivalen 1987 skickades låten Inget stoppar oss nu in som bidrag med Pedersen som artist, men den kom inte med i tävlingen. Låten utgavs som singel två år senare, men blev inte en stor hit förrän 1990, då framförd av dansbandet Black Jack. Haakon Pedersen sjöng bland annat in signaturmelodin i de svenska vinjetterna till Bumbibjörnarna och Piff och Puff – Räddningspatrullen. Tillsammans med Lotta Engberg spelade han in duetten "Ringar på vatten" och med Carl Utbult framförde han sången "Försök igen" i den svenska versionen av Disney-filmen De 101 dalmatinerna II - Tuffs äventyr i London (2002).
Han har även givit röst till en karaktär (Rokkon) i He-Man and the Masters Of The Universe.
Pedersen var i flera år musiklärare på Nobelgymnasiet i Karlstad, där han slutade sommaren 2011, och senare på Sundsta-Älvkullegymnasiet. Han är begravd på Västra kyrkogården i Karlstad.

## Diskografi
Album
- 1981 – Mantra (med gruppen Mantra)
- 1989 – Nattens drottning

Singlar
- 1981 – Made in Japan/Här är jag (med gruppen Mantra)
- 1987 – Som en ängel/Jag vill ha dig
- 1987 – Young and Free[6]
- 1988 – Bang, en explosion
- 1989 – Nattens drottning (med Elisabeth Berg)
- 1989 – Ringar på vatten (med Lotta Engberg)
- 1989 – Inget stoppar oss nu

- 1989 - Ringer på vannet (Duett med Inger Lise)/Som en engel (Big Bag Records 026)